# Palazzo Donà Balbi

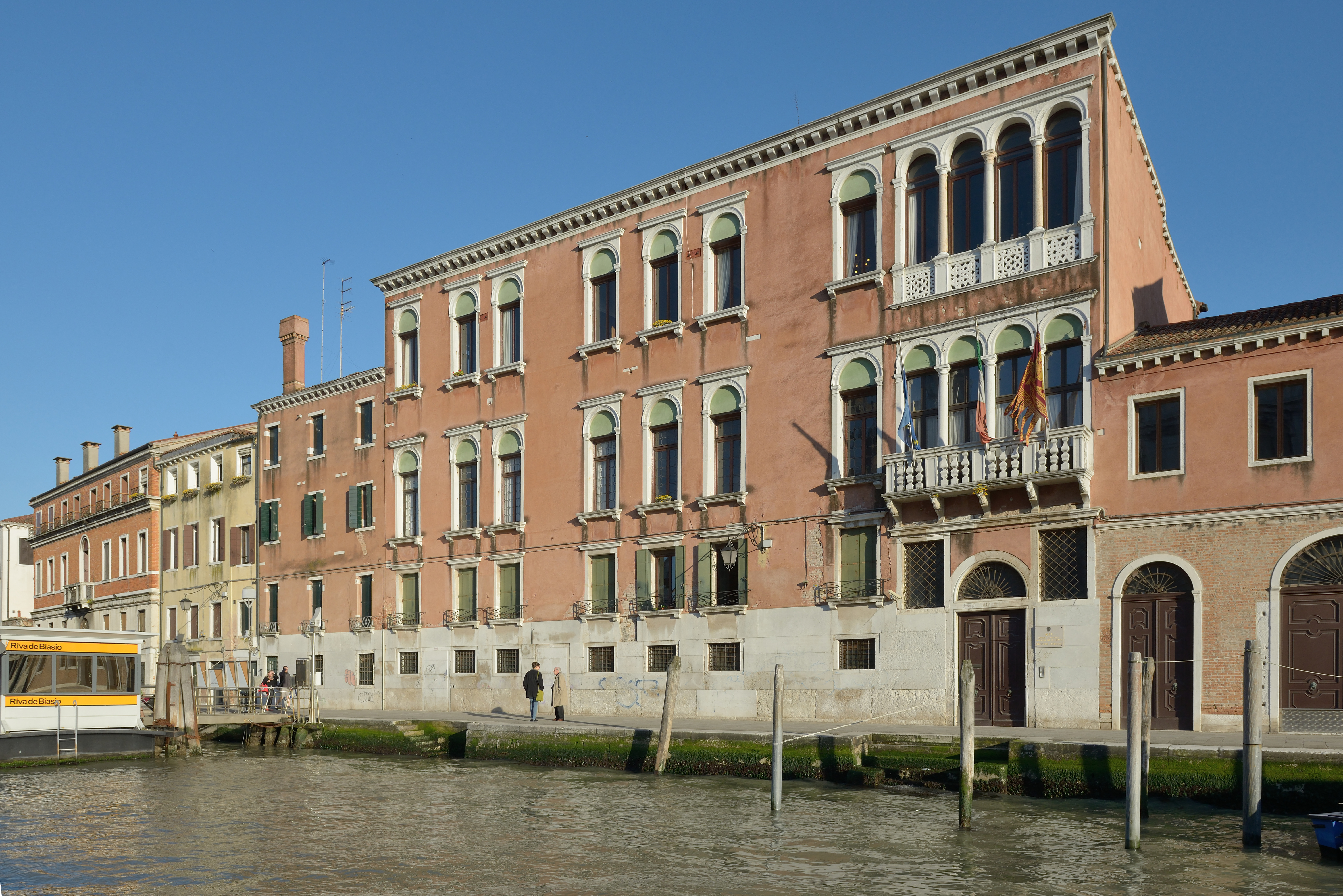
Palazzo Donà Balbi

Palazzo Donà Balbi ist ein Palast in Venedig in der italienischen Region Venetien. Er liegt im Sestiere Santa Croce auf der rechten Seite des Canal Grande auf dem Fundament des Riva di Basio vor dem Palazzo Flangini und an der Kirche San Geremia.

## Geschichte
Das heutige Gebäude entstand im 17. Jahrhundert, vermutlich als Zusammenfassung dreier älterer Gebäude. Er gehört der Provinz Venetien und ist der Sitz der regionalen Schulbehörde. Der Palast zählt zurzeit zu den Immobilien der Stadt, die die Behörde zum Verkauf angeboten hat.

## Beschreibung
Die nüchterne, verputzte Fassade ist in drei Teile aufgeteilt, wobei die Eigenheit darin besteht, dass der rechte Teil der Hauptteil ist. Dort befinden sich die einzige Eingangstüre und vierteilige Fester mit Balustraden in den beiden Paradegeschossen, auf der linken Seite flankiert von je einem einteiligen Fenster. Die anderen beiden Teile sind stattdessen durch jeweils drei nebeneinanderliegende Einzelfenster charakterisiert, wobei die jeweils linken Fenster im linken Teil einen größeren Abstand zu den Nebenfenstern haben. Alle Öffnungen werden von Rundbögen über den Rahmen gekrönt.
Das Erdgeschoss ist in blankem Stein ausgeführt und enthält zwei Nebeneingangstüren zum Palast, die im Laufe der Zeit zugemauert wurden.